# Kirill Pletnjov
Kirill Pletnjov (russisk: Кири́лл Влади́мирович Плетнёв) (født 30. december 1979 i Kharkiv i Sovjetunionen) er en russisk filminstruktør.

## Filmografi
- Bez menja (Без меня, 2018)[1][2]